# リテラル (曲)
「リテラル」は、音楽ユニット・eufoniusの14作目のシングル。自主制作盤マキシシングルとして、2011年8月13日のコミックマーケット80会場で限定販売され、完売した。翌月の9月21日に一般販売が決定し、amazon、アニメイト、メロンブックス、あきばお〜、D-STAGE、ゲーマーズの6店舗限定で販売された。

## 概要
- 表題曲「リテラル」と2曲目「lingers on」は、3rdシングル「ちいさなうた」以来のノンタイアップ曲で、3rdシングル以来の自主制作マキシシングルでもある。
- 3曲目「ホログラフ〜Piano ver.〜」は、フロントウイングから発売されたPCゲーム「グリザイアの果実」のエンディング主題歌のひとつで、自身が歌う「ホログラフ」のピアノアレンジバージョンとなっている。

## 収録曲
全曲：作詞／riya、作曲・編曲／菊地創
1. リテラル
2. lingers on
3. ホログラフ〜Piano ver.〜
PCゲーム「グリザイアの果実」榊由美子エンディング主題歌ピアノバージョン
4. リテラル〜instrument〜